# 雅各布·勞倫斯
雅各布·阿姆斯特德·勞倫斯（英語：Jacob Armstead Lawrence，1917年9月7日—2000年6月9日），美國畫家，以描繪非裔美國人的歷史題材和當代生活而聞名。1941年，23歲的勞倫斯以60幅畫構成的系列畫作《大遷徙系列》獲得全國矚目；該系列描繪了非洲裔美國人從南方農村地區向北方城市的大迁徙過程。

## 外部連結
- The Jacob and Gwendolyn Knight Lawrence Foundation website, works at Phillips Collection
- Jacob Lawrence, Interior Scene （页面存档备份，存于） (1937), Columbus Museum of Art, Ohio